# 郑薇 (1963年)
郑薇（1963年9月27日—），武汉人，中国国家女子篮球队主教练，前篮球运动员。
1979年进入武汉部队女篮。1985年，武汉部队女篮解散，进入八一体工大队。1990年和1994年以国家队队员的身份参加世界女篮锦标赛，分别夺得第九名和亚军。1998年退役，加盟广东女篮，先后担任广东女篮主教练、助理教练和领队等职务。2020年7月，任内蒙古女篮主教练。共计获得2次WCBA总冠军（2020-21、2021-22赛季）和2次最佳教练员（2002、2002-03赛季）。2018-19赛季，以助理教练身份帮助广东女篮获得WCBA总冠军。
2009年起担任中国女篮助理教练，期间率队夺得第五届东亚运动会冠军。2022年5月担任中国女篮主教练。同年10月，率队夺得2022年国际篮联女篮世界杯亚军，并当选最佳教练员。